# Marek Fila
Marek Fila (Bratislava, 29 de agosto de 1959-23 de abril de 2023) fue un matemático y profesor universitario eslovaco. 

## Biografía
Hijo de la restauradora Dorota Filová y el pintor Rudolf Fila. Estudió en la Universidad Comenius. Se dedicó al campo del análisis matemático y trabajó en la Facultad de Matemáticas, Física e Informática de la Universidad Comenius, del que también fue director durante muchos años.
Participó en el aseguramiento y garantía de los programas de estudio, fue garante de los procedimientos de habilitación y se desempeñó como miembro de los consejos científicos. Contribuyó al desarrollo de la teoría de sistemas dinámicos y al análisis cualitativo de ecuaciones diferenciales parciales no lineales.
Contrajo matrimonio y fueron padres de dos hijos: Lucas y Natalia Fila.